# Maesa vitiensis
Maesa vitiensis är en viveväxtart som beskrevs av Berthold Carl Seemann. Maesa vitiensis ingår i släktet Maesa och familjen viveväxter. Inga underarter finns listade i Catalogue of Life.